# M1 Garand
O M1 Garand é um fuzil semiautomático criado em 1935 nos Estados Unidos. Foi o fuzil de serviço padrão dos Estados Unidos durante a Segunda Guerra Mundial e a Guerra da Coreia, também tendo serviço limitado durante a Guerra do Vietnã. A maioria dos fuzis M1 foram entregue às forças armadas dos Estados Unidos, embora muitas centenas de milhares também tenham sido fornecidos como ajuda estrangeira aos aliados americanos. Durante seu serviço, foi equipado para toda infantaria, a exceção de um homem em cada esquadra, o atirador especial, que usava um fuzil específico para tiro de precisão.
Desta forma, a infantaria americana foi a única totalmente equipada com uma arma semiautomática durante a Segunda Guerra Mundial. O General Patton disse sobre a Garand que ela foi "a maior ferramenta de combate já desenhada".

## Origem
O M1 Garand foi endossado em 1932 pelo general Douglas MacArthur para se tornar o fuzil padrão do exército americano, e seu uso tornou-se oficial a partir de 1936. Quando os Estados unidos entraram em guerra em 1941, sua infantaria estava quase toda armada com este fuzil. Apenas algumas poucas unidades ainda utilizavam o Springfield M1903 e o Johnson M1941.

## Desenvolvimento
Desenhado por John Garand, o M1 era superior a qualquer outro fuzil da sua época. O Garand era um fuzil de carregamento automático bastante simples e robusto. Sua coronha de madeira vai até a metade do cano, e sua telha, que também é de madeira, reveste-o quase todo. O receptor é curto e a alça de mira monta sobre ele. A ação é simples, o ferrolho, curto, é travado por dois tarugos trancadores dianteiros, que giram e se prendem a reentrâncias existentes logo atrás da culatra. Todo a superfície da culatra e o sistema de trancamento podem ser limpos com facilidade, tornando esse sistema bastante confiável e resistente.
Sua tecnologia, inovadora na época, utilizava-se de um ferrolho rotativo, que permitia mais velocidade nos disparos. Seu municiamento era feito por um clip (limite de metal que comportava a munição) de oito cartuchos, sendo que era impossível a alimentação individual dos mesmos. A característica mais marcante no Garand era que, ao se esgotar o clipe, este era ejetado pelo sistema de alimentação, emitindo um som agudo. Sua grande desvantagem é que era muito difícil recarregá-lo com o clipe ainda carregado, o que forçava os seus usuários a atirar o clipe inteiro para que ele saltasse. O clipe tinha ainda uma tendência de ficar preso na arma quando usado em ambientes úmidos (no Pacífico, por exemplo), pelo que foi desenvolvido um lubrificante especial para ser usado na arma a fim de reduzir os efeitos da umidade sobre o mecanismo da arma.
O Garand também contava com um lançador de granadas muito eficiente e fácil de usar. Era possível também o encaixe de uma baioneta ou também uma mira telescópica que ampliava 2,2 vezes. No começo de 1944 tentou-se criar uma versão totalmente automática do Garand para substituir os fuzis automáticos Browning M1918 (BAR), que envelheciam rapidamente. Esse modelo teve poucas unidades fabricadas e nenhum deles entrou em uso, pois todos sofriam dos mesmos defeitos comuns a uma arma do tamanho de um fuzil que tem de fazer as vezes de uma metralhadora leve.

### Imagens
|                                    |                                     | |
| Baioneta M5, usada pelo M1 Garand. | M1 disparando uma granada de bocal. | Um soldado americano com seu fuzil M1 ao lado de um semilagarta M3, em Fort Knox, Kentucky, em 1942. |

|                                    |                        |                                |
| M1C, versão para tiro de precisão. | Clip de munição do M1. | M1 Garand com Clips "em bloco" |

## História
Com mais de cinco milhões de unidades fabricadas, o Garand foi utilizado em toda a Segunda Guerra Mundial e amplamente utilizado na Guerra da Coreia e nos primeiros conflitos na Guerra do Vietnã. Hoje, faz enorme sucesso entre os civis americanos e colecionadores de armas do mundo inteiro. Serviu de base para a criação do AR-14 e hoje sabe-se que o famoso projetista russo Mikhail Kalashnikov usou um Garand junto com uma StG44 como base para o projeto da sua arma AK-47.

## Variantes

### Modelos de fuzil de precisão

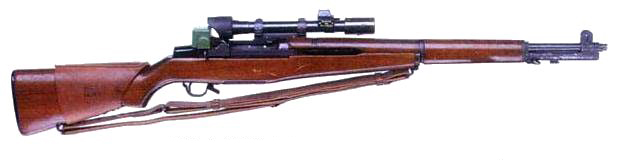
Rifle, Cal. 30, M1C com mira telescópica M84 e protetor de alça de mira

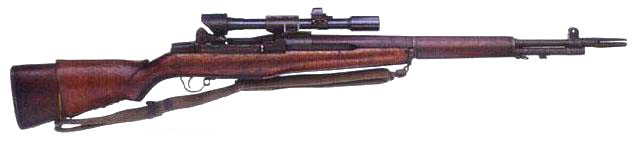
Rifle, Cal. 30, M1D com mira telescópica M84 e quebra-chamas T-37

A maioria das variantes do Garand, exceto as variantes de fuzil de precisão, nunca entraram em serviço ativo. As versões de fuzil de precisão foram modificadas para aceitar montagens de mira telescópica, e duas versões (a M1C, anteriormente M1E7, e a M1D, anteriormente M1E8) foram produzidas, embora não em quantidades significativas durante a Segunda Guerra Mundial. A única diferença entre as duas versões é o sistema de montagem da mira telescópica. Em junho de 1944, o M1C foi adotado como um fuzil de precisão padrão pelo Exército dos EUA para complementar o venerável M1903A4, mas poucos entraram em combate; a produção em tempo de guerra foi de 7.971 M1Cs.
O procedimento necessário para instalar as montagens do tipo M1C por meio de perfuração/rosqueamento do receptor endurecido reduzia a precisão ao deformar o receptor. Métodos aprimorados para evitar a redução da precisão eram ineficientes em termos de ferramentas e tempo. Isso resultou no desenvolvimento do M1D, que utilizava uma montagem Springfield Armory de anel único mais simples presa ao cano em vez do receptor. O M1C foi amplamente utilizado pela primeira vez durante a Guerra da Coreia. A produção da Guerra da Coreia foi de 4.796 M1Cs e 21.380 M1Ds; embora poucos M1Ds tenham sido concluídos a tempo de entrar em combate.
O Corpo de Fuzileiros Navais dos EUA adotou o M1C como seu fuzil de precisão oficial em 1951. Este fuzil de precisão USMC 1952, ou MC52, era um M1C com a mira comercial Stith Bear Cub fabricada pela Kollmorgen Optical Company sob a designação militar: telescopic sight - Model 4XD-USMC. A mira Kollmorgen com uma montagem Griffin & Howe ligeiramente modificada foi designada MC-1. O MC52 também chegou tarde demais para entrar em combate extensivo na Coreia, mas permaneceu nos inventários do Corpo de Fuzileiros Navais até ser substituído por fuzis de ferrolho durante a Guerra do Vietnã. A Marinha dos EUA também usou o Garand, convertido para o cartucho 7,62×51mm NATO.
Um quebra-chamas cônico M2 destacável, adotado em 25 de janeiro de 1945, deslizava sobre o cano e era preso no lugar pelo retém de baioneta. Um quebra-chamas T37 foi desenvolvido mais tarde. Os quebra-chamas eram de utilidade limitada durante condições de pouca luz ao redor do amanhecer e do anoitecer, mas eram frequentemente removidos por serem potencialmente prejudiciais à precisão.

### Modelos Tanker
O nome Tanker foi inventado após a guerra como um truque de marketing para Garands comerciais construídos em receptores soldados desmoldados. Existem três variantes de 18 polegadas do M1 Garand, o M1E5 e o T26, que nunca entraram em serviço, e o fuzil Pacific Warfare Board, que teve serviço muito limitado no Pacífico. O M1E5 é equipado com um cano mais curto de 18 polegadas (457 mm) e uma coronha dobrável. O T26 também usa um cano de 18 polegadas (457 mm), mas mantém a coronha padrão. O fuzil PWB usa um cano de 18 polegadas (457 mm), mantém a coronha padrão e tem um punho dianteiro preso pela faixa do cano M1903.
Uma arma com essas características era potencialmente valiosa para paraquedistas, pois era mais poderosa do que as carabinas e submetralhadoras atualmente em uso. Testes preliminares revelaram que ela tinha recuo e explosão da boca excessivos, mas foi recomendado que fosse desenvolvida ainda mais. O Conselho de Infantaria orientou o Cel. Rene Studler a prosseguir com o projeto.
A tarefa foi atribuída à Springfield Armory, e John Garand começou a trabalhar em janeiro de 1944. A arma experimental resultante, designada como "U.S. Carbine, Cal. 30, M1E5", foi equipada com um cano de 18 polegadas especialmente feito (não um cano de fuzil M1 padrão encurtado) marcado como "1 SA 2-44" e uma coronha de metal pantográfica que se dobrava sob o fuzil. O receptor foi marcado como "U.S. Carbine/Cal. .30 M1E5/Springfield/Armory/1". Foi designado como uma carabina e não um fuzil.
Além da coronha dobrável, o fuzil M1 básico era essencialmente inalterado, com exceção do cano curto, uma haste operacional correspondentemente encurtada (e mola) e a falta de um guarda-mão frontal. O comprimento total era de 37½ polegadas e pesava aproximadamente 3,8 kg.
A "carabina Garand" M1E5 foi testada no Aberdeen Proving Ground em maio de 1944. Foi determinado que, embora a precisão a 300 jardas estivesse no mesmo nível do fuzil M1 padrão, o recuo, a explosão da boca e o clarão eram excessivos. Foi recomendado que um punho de pistola fosse instalado, o que foi feito para testes subsequentes.
Embora o M1E5 fosse mais compacto do que o fuzil Garand padrão, o cano curto o tornava uma arma desagradável de disparar — e as vantagens não foram julgadas suficientes para compensar as desvantagens. O desenvolvimento posterior do M1E5 foi suspenso, pois outros projetos em Springfield, como a série T20 de tiro seletivo, foram considerados de maior prioridade. Apenas um exemplar do M1E5 foi fabricado para teste, e a arma reside hoje no Springfield Armory National Historic Site Museum.
Apesar do conceito ter sido arquivado na Springfield Armory, a ideia de um fuzil M1 encurtado ainda era vista como potencialmente valiosa para uso em combate aéreo e na selva. Particularmente no Teatro do Pacífico, havia uma insatisfação generalizada com o alcance, a potência e a capacidade de penetração na folhagem ("corte de arbustos") da carabina M1. O Departamento de Artilharia não respondeu a essas reclamações vindas do Pacífico e sustentou que o fuzil M1 e a carabina M1 preenchiam um nicho específico.
No entanto, no final de 1944, o Pacific Warfare Board (PWB) decidiu seguir em frente com o desenvolvimento de um fuzil M1 encurtado. O Coronel William Alexander, chefe do PWB, ordenou que uma unidade de artilharia do Exército do 6º Exército nas Filipinas fabricasse 150 fuzis nessa configuração para teste. Como o projeto M1E5 anterior não foi amplamente divulgado, é inteiramente possível que o PWB não estivesse ciente do desenvolvimento de um fuzil semelhante pela Springfield Armory e tenha concebido a ideia de forma independente.
Alguns dos fuzis M1 encurtados foram testados em campo em outubro de 1944 na Ilha Noemfoor, Nova Guiné, por um comitê de teste ad hoc, que incluía três líderes de pelotão da equipe de combate do 503º Regimento de Infantaria Paraquedista (PIR). Embora os membros do comitê de teste tenham gostado do conceito do fuzil M1 curto, foi determinado que a explosão da boca do cano era excessiva e foi comparada a uma lâmpada na selva escura. A conclusão do relatório de teste declarou que o fuzil encurtado era "totalmente inadequado para uma arma de combate".
Mesmo enquanto os fuzis M1 encurtados estavam sendo avaliados pelo 503º PIR, dois deles foram enviados ao Departamento de Artilharia em Washington, D.C., por correio especial para avaliação. Um desses fuzis foi então encaminhado para a Springfield Armory.
Os M1s encurtados nas Filipinas sob os auspícios da PWB foram bem usados antes da modificação, e a conversão exibiu um artesanato bastante rudimentar, incluindo ranhuras cortadas à mão no cano.
Após o recebimento do fuzil PWB, a loja de modelos da Springfield Armory fabricou um M1 encurtado muito semelhante que foi designado como "T26". Uma das diferenças mais notáveis foi que o fuzil PWB encurtado tinha um guarda-mão frontal cortado (preso por uma faixa de cano de fuzil M1903), enquanto o fuzil T26 não era equipado com um guarda-mão frontal. Foi determinado que a coronha de comprimento total era superior à coronha dobrável do M1E5, então o T26 usou uma coronha do fuzil M1 padrão.
O fuzil PWB, número de série 2437139, e o T26 da Springfield Armory foram enviados para o Aberdeen Proving Ground (APG) em 26 de julho de 1945, para testes. O relatório do APG relatou que um fuzil M1 padrão, número de série 1.032.921, era o fuzil de "controle" ao qual o fuzil mais curto foi comparado durante o teste. Os resultados espelharam os dos testes anteriores do M1E5. O relatório de teste descobriu que o clarão, a explosão e o recuo do cano do fuzil modificado eram significativamente maiores do que os do fuzil padrão. Além disso, era menos confiável, o que o levou a ser declarado "totalmente inadequado como arma de combate". No entanto, em julho de 1945, 15.000 fuzis M1 curtos foram solicitados para uso por tropas aerotransportadas. Os fuzis deveriam ser produzidos nos próximos cinco meses, mas a aquisição foi cancelada devido à rendição do Japão em agosto de 1945.
A Springfield Armory fez mais 637.420 fuzis M1 de 1952 a 1957 e contratos foram cumpridos com duas empresas privadas. A Harrington & Richardson fez 428.600 de 1953 a 1956 e a International Harvester fez 337.623 de 1953 a 1957. No total, 5.468.772 fuzis M1 foram feitos de 1937 a 1957.

### T20E2

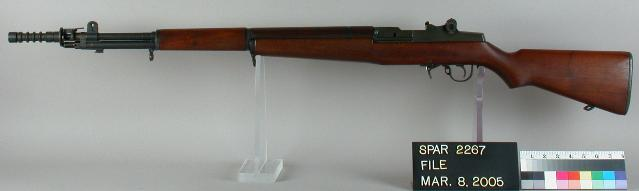
O protótipo de fogo seletivo T20E2 foi projetado para ser alimentado por carregadores do BAR de 20 cartuchos.

Outra variante que nunca entrou em serviçoi foi o T20E2. Era um fuzil experimental, operado a gás, de fogo seletivo, com um receptor um pouco mais longo que o M1 e modificado para aceitar carregadores do Browning Automatic Rifle (BAR) de 20 cartuchos. O fuzil foi usinado e encaixado no lado esquerdo do receptor para uma montagem de mira telescópica, e incluía o mesmo hardware para montar um lança-granadas que o M1. O ferrolho tinha um dispositivo de retenção na ponte do receptor traseiro, bem como um seletor de fogo semelhante ao M14. O fogo totalmente automático era obtido por um conjunto de conectores que era acionado pela alavanca da haste de operação. Isso, por sua vez, acionava uma liberação ou disparo de gatilho que, com o gatilho mantido na parte traseira, desengatava o gatilho dos terminais do cão imediatamente após o ferrolho ser travado. No disparo automático, a cadência cíclica de tiro era de 700 tiros por minuto. Quando o conjunto do conector era desengatado, o fuzil só podia ser disparado semiautomático e funcionava de maneira semelhante ao fuzil M1. O T20 tinha um comprimento total de 48+1⁄4 polegadas, um comprimento de cano de 24 polegadas e pesava 4,35 kg sem acessórios e 5,66 kg com bipé e carregador vazio. Foi designado como aquisição limitada em maio de 1945. Devido à cessação das hostilidades com o Japão, o número para fabricação foi reduzido para 100. O projeto foi encerrado em março de 1948.

## Operadores

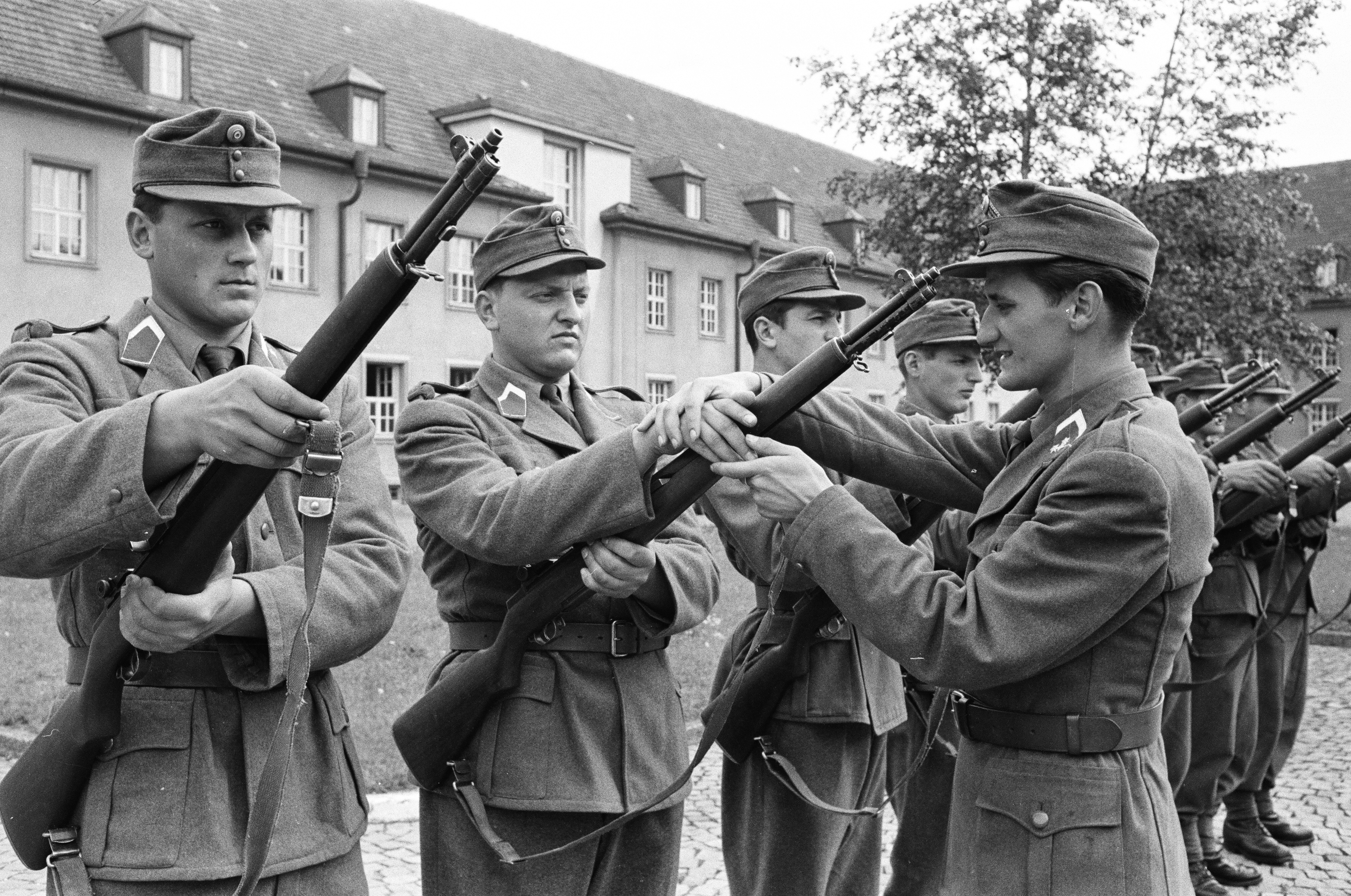
Tropas austríacas treinando com fuzis M1 Garand durante a década de 1950

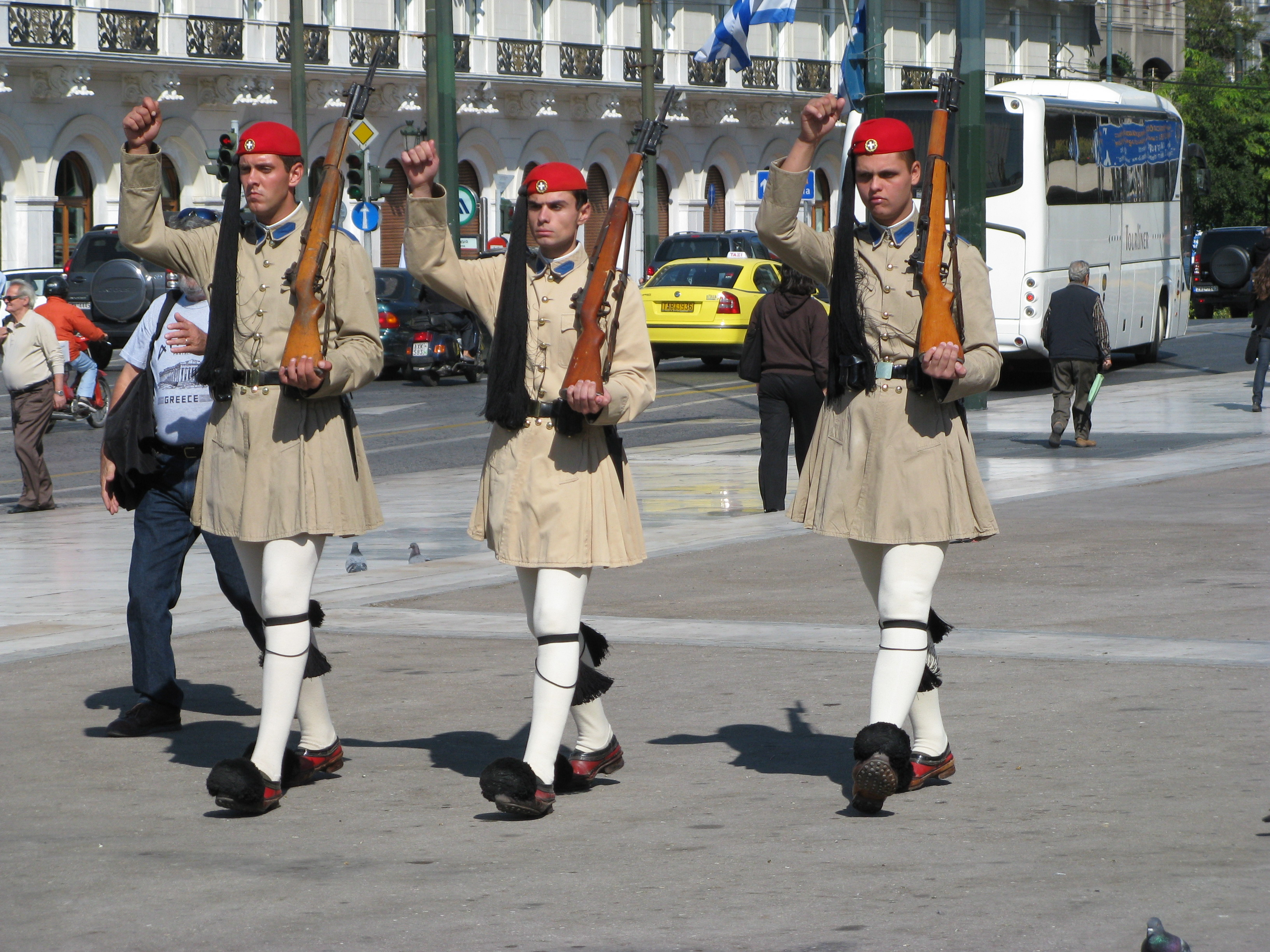
Evzones da Guarda Presidencial em frente ao Parlamento grego segurando fuzis M1 Garand

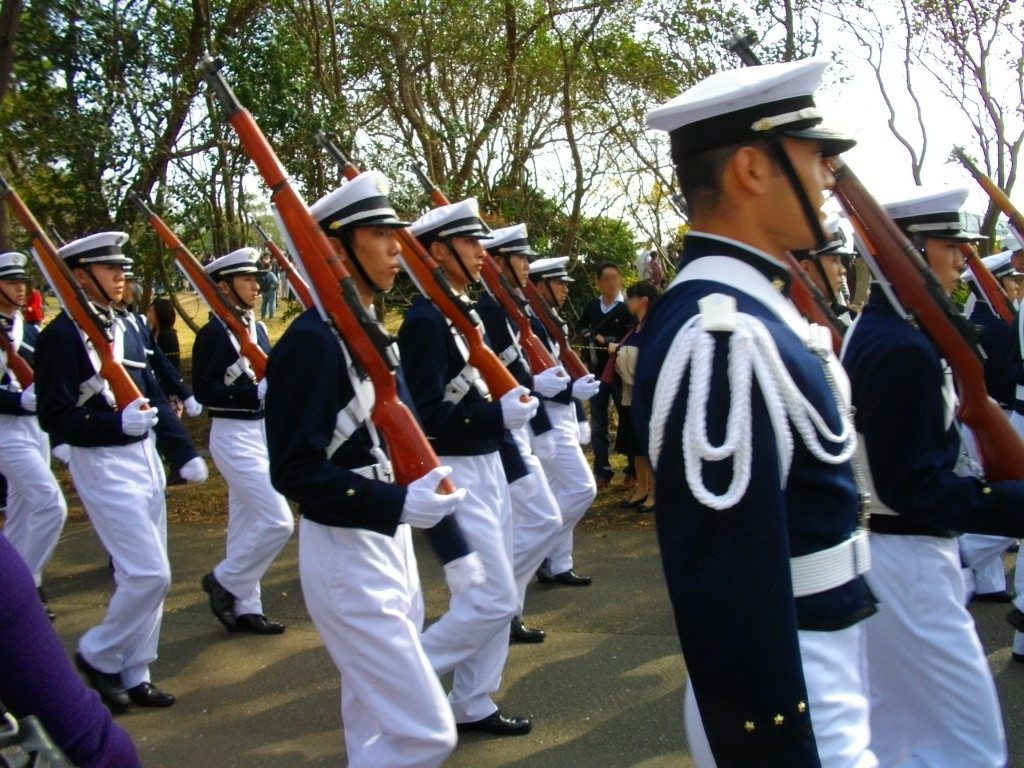
Equipe de treinamento da Guarda de Honra da Academia Nacional de Defesa do Japão

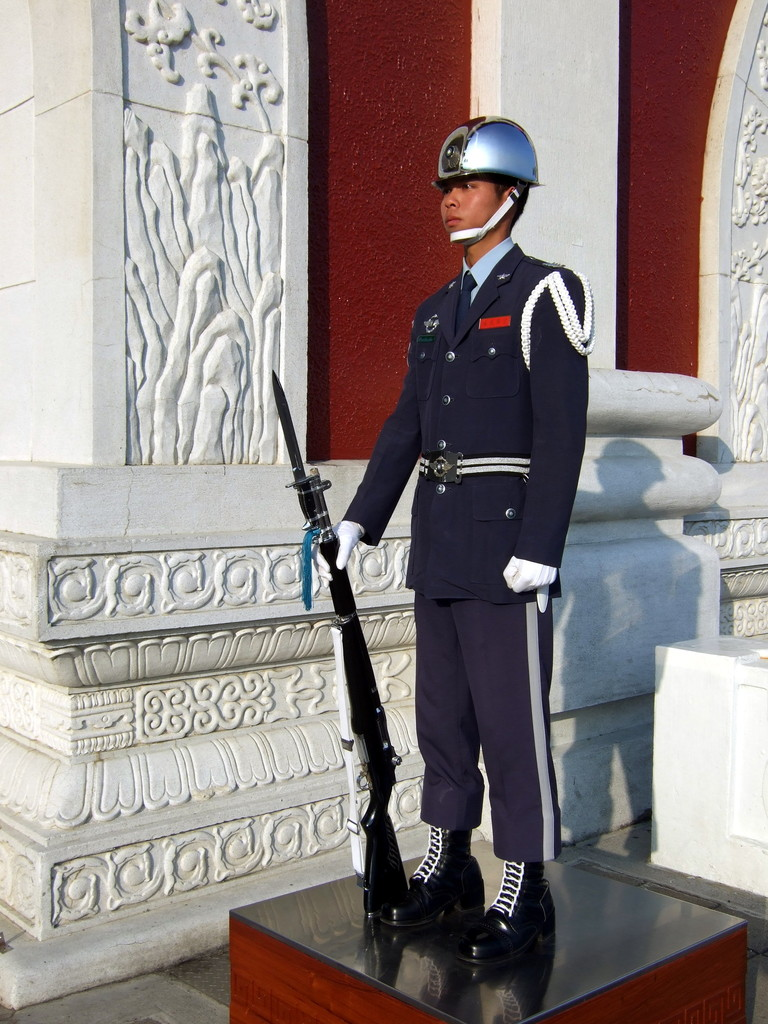
Um soldado da guarda de honra da República da China e seu M1 Garand

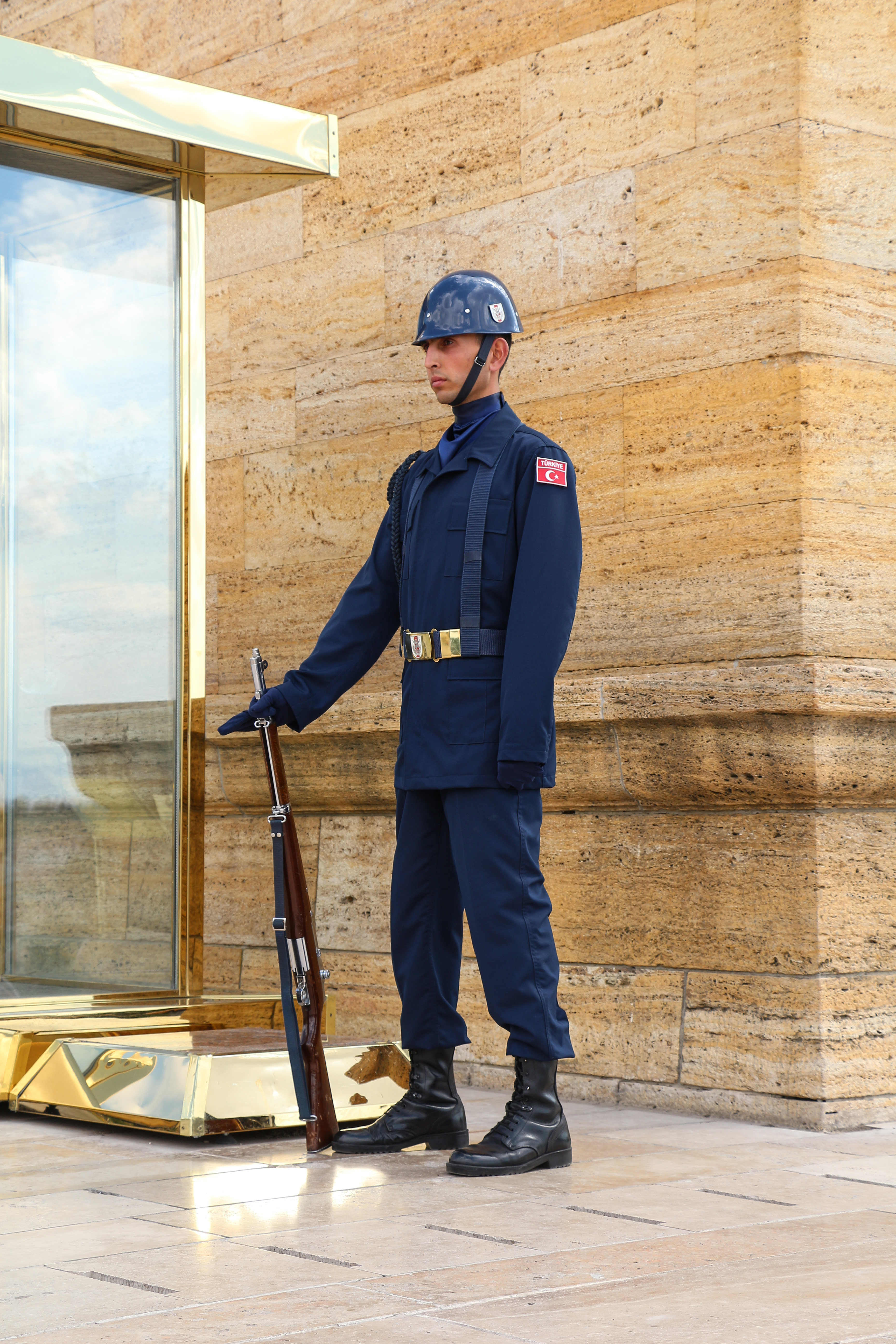
Um soldado turco monta guarda com seu fuzil M1 no Mausoléu de Anıtkabir.

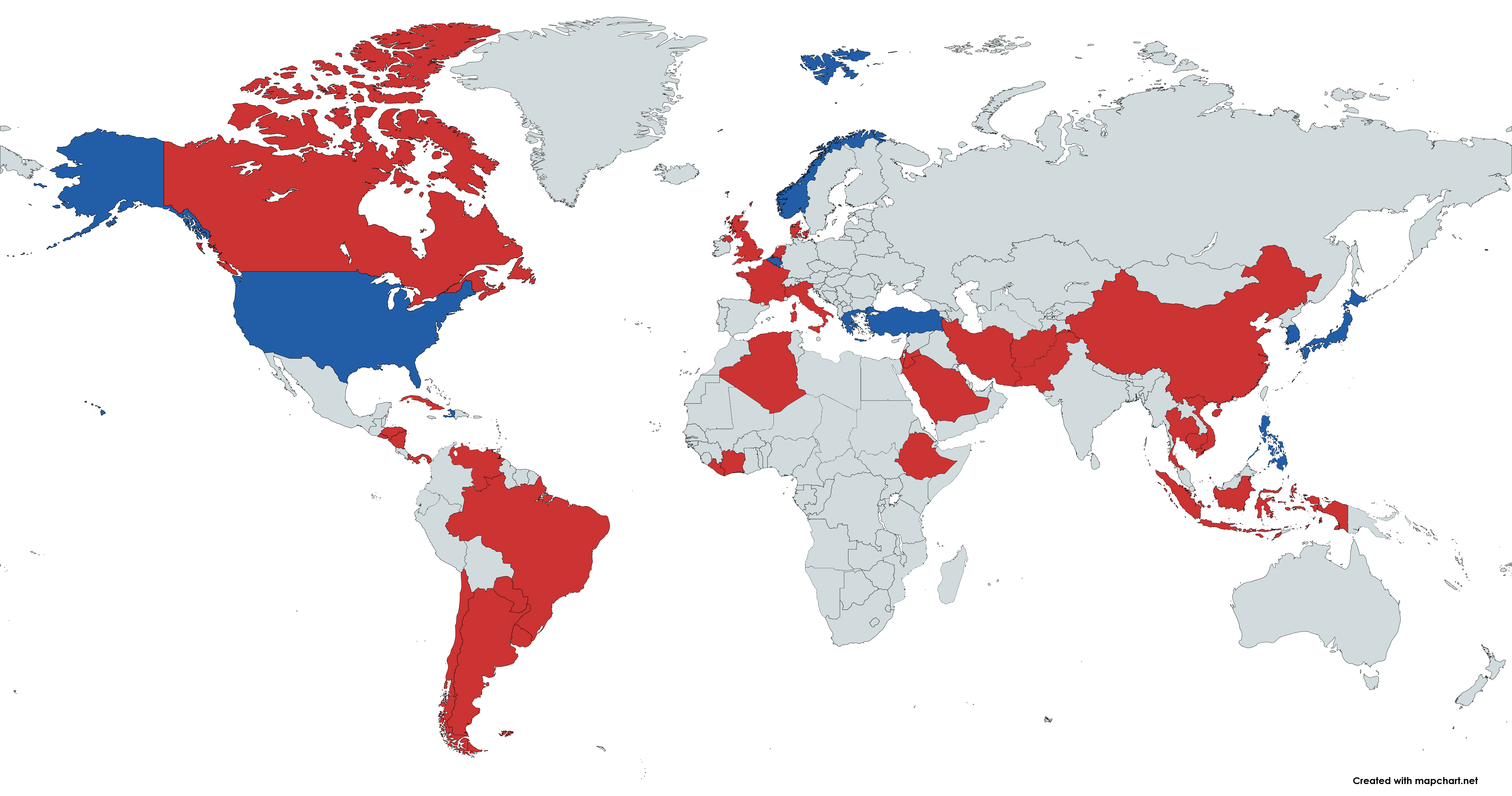
Um mapa com os operadores do M1 Garand em azul e os operadores antigos em vermelho

### Operadores atuais
- Haiti: Milhares foram comprados de várias fontes e recebidos como ajuda dos EUA.[20]
- Noruega: Recebeu 72.800 fuzis M1 do governo dos EUA antes de 1964.[21]
- Filipinas: Recebeu 34.300 fuzis M1 e 2.630 M1D do governo dos EUA em 1950–1975. Aposentado do serviço ativo do Corpo de Fuzileiros Navais das Filipinas.[22][23] Usado por unidades da Unidade Geográfica da Força Armada Cidadã, ainda usado por guardas de honra. Em 2017, foi relatado que o governo filipino pode enviar 86.000 fuzis para o Civilian Marksmanship Program dos EUA.[24]

#### Somente para uso cerimonial
- Bélgica: Usado como fuzil cerimonial pela polícia belga[25]
- Grécia: Recebeu 186.090 fuzis M1 e 1.880 M1C/M1D do governo dos EUA antes de 1975.[21] Ainda em uso para funções cerimoniais pela Guarda Presidencial e pela Guarda de Honra do Ministério da Defesa Nacional.
- Japão: Emitido para as Forças de Autodefesa do Japão até a adoção do Howa Type 64.[26] Ainda usado pela FAJ como arma cerimonial.[27]
- República da China: Auxiliando as Forças Armadas da República da China durante a Guerra Fria.[28] Ainda usado pelas Forças Armadas como arma cerimonial.[29]
- Coreia do Sul: Os primeiros fuzis foram fornecidos à polícia coreana antes de 1947. Entre agosto de 1948 e junho de 1949, 41.897 fuzis foram transferidos das Forças Armadas dos Estados Unidos. O exército estava equipado com 40.378 M1s antes da Guerra da Coreia. Os EUA forneceram mais 471.839 fuzis durante a guerra, e o fuzil em serviço com o Exército atingiu 152.328 (dezembro de 1950), 189.704 (dezembro de 1951), 221.079 (dezembro de 1952) e 266.633 (27 de julho de 1953) unidades.[30][31][32] Também usado nos primeiros anos da Guerra do Vietnã até ser substituído por um pequeno número de fuzis XM16E1 em 1966 e principalmente pelos fuzis M16A1 em 1968. Finalmente, os M1s foram substituídos por M16A1s produzidos sob licença e foram removidos do serviço ativo em 1978. Muitos fuzis foram vendidos de volta aos Estados Unidos para uso civil: 100.000 fuzis em 1986 a 1989 via Blue Sky e 85.000 fuzis em 1991 a 1993 via Century Arms.[33][34][35][36][37] Atualmente usado para serviço cerimonial.
- Turquia: Recebeu 312.430 fuzis M1 do governo dos EUA em 1953–1970,[21] viu ação na Guerra da Coreia[38] e na invasão turca de Chipre em 1974. Ainda usado pelas Forças Armadas Turcas como arma cerimonial.[39][40][41]
- Estados Unidos: Fuzil de serviço padrão do Exército e Corpo de Fuzileiros Navais dos EUA de 1936 a 1957. Usado na década de 1970 em capacidades de reserva e retaguarda. Ainda em uso para cerimônias militares oficiais, unidades ROTC e Civil Air Patrol. Além disso, continua sendo o fuzil padrão do Pelotão de Treinamento Silencioso do Corpo de Fuzileiros Navais dos Estados Unidos.[42]

### Ex-operadores
- Afeganistão: Usado durante a Guerra do Afeganistão pelos insurgentes do Talibã.[43]
- Argélia[44]
- Argentina: Recebeu cerca de 30.000 M1s do governo dos EUA antes de 1964. Alguns foram convertidos para aceitar carregadores do Beretta BM 59 na década de 1960.[45]
- Áustria: 25.000 fuzis M1 Garand foram fornecidos à Áustria pelo governo dos EUA após o fim da Segunda Guerra Mundial. Usados extensivamente pelas Forças Armadas Austríacas até a adoção do STG58.[46]
- Brasil: Recebeu um grande número de M1s do governo dos EUA no início da década de 1950. Alguns foram convertidos para o cartucho 7,62×51mm NATO e modificados para aceitar carregadores do FN FAL.[45] O fuzil M1 era usado para treinamento de tiro pelo Corpo de Fuzileiros Navais.[47]
- Camboja: As forças reais receberam fuzis M1 dos EUA durante a guerra civil contra os insurgentes comunistas.[48]
- Canadá: Um pequeno, mas desconhecido, número de fuzis M1, M1C (com equipamento de visão noturna infravermelha) e M1D eram de propriedade do Canadá. Havia o suficiente para equipar uma brigada e Garands foram emitidos para certas unidades do Exército Canadense perto do fim da Segunda Guerra Mundial e para alguns militares e pessoal da Força Aérea Real Canadense na década de 1950.[49]
- Chile[50]
- República Popular da China:[51] Capturado das forças nacionalistas durante a Guerra Civil Chinesa e das forças dos EUA/Coreia do Sul na Guerra da Coreia.
- Cuba: 10.000 M1s ex-britânicos.[52]
- Dinamarca: Recebeu 69.810 fuzis M1 (designados "Gevær m/50") do governo dos EUA antes de 1964. Alguns foram convertidos para o cartucho 7,62×51mm NATO.[21] Também comprou 20.000 M1s da Itália.[53] O fuzil agora foi retirado de serviço.
- El Salvador: Recebeu mais de 1.365 M1s do governo dos EUA até 1965 e 211 fuzis de precisão M1D.[54]
- Império Etíope: Recebeu 20.700 fuzis M1 do governo dos EUA na década de 1960.[21]
- França: Recebeu 232.500 fuzis M1 do governo dos EUA em 1950–1964.[21] O M1 era conhecido como Fusil semi-automatique 7 mm 62 (C. 30) M. 1[55] (fuzil semiautomático 7,62 mm (calibre .30) M1)
- Alemanha Nazista: Capturado do Exército dos Estados Unidos, uso limitado na Segunda Guerra Mundial.[56] A designação alemã era 7.62 mm Selbstladegewehr 251 (a)[57]
- Alemanha Ocidental: Recebeu 46.750 fuzis M1 do governo dos EUA antes de 1965.[21]
- Honduras: Recebido dos EUA após a greve geral de 1954.[58]
- Indonésia: Recebeu entre 55.000 e 78.000 MS1s e um número menor de M1Cs do governo dos EUA antes de 1971; alguns fuzis também foram fornecidos pela Itália.[45]
- Dinastia Pahlavi: Recebeu 165.490 fuzis M1 do governo dos EUA antes de 1964.[21]
- Israel: Recebeu até 60.000 fuzis M1 do governo dos EUA antes de 1975.[21]
- Itália: Usado pelo exército a partir de 1945. A Beretta fabricou 100.000 M1s sob licença de 1950 até a adoção do BM 59 em 1959.[53] Também recebeu 232.000 M1s do governo dos EUA entre 1950 e 1970. O M1 Garand era conhecido no exército italiano como Fucile «Garand» M1 cal. 7,62.[59]
- Costa do Marfim[60]
- Império do Japão: Capturado das tropas americanas e posteriormente transformado (por engenharia reversa) no fuzil Type 4.[61]
- Jordânia: Recebeu cerca de 25.000 a 30.000 fuzis M1 do governo dos EUA antes de 1974.[21]
- Reino do Laos: Recebeu 36.270 fuzis M1 do governo dos EUA entre 1950 e 1975.[21]
- Libéria[62]
- Países Baixos: Conhecido como Geweer Garand 7,62mm no Exército Holandês e Geweer v/7,62 mm no. 2 S/aut na Marinha Holandesa.[63]
- Nicarágua: Recebeu 5000 M1 dos EUA em 1954. Comprou 1500 M1 do Canadá.[64]
- Paquistão: Recebeu possivelmente 150.000 fuzis M1 do governo dos EUA antes de 1975.[21]
- Panamá[65]
- Paraguai: Recebeu 30.750 fuzis M1 do governo dos EUA antes de 1975.[21]
- Arábia Saudita: Recebeu 34.530 fuzis M1 do governo dos EUA antes de 1975.[21]
- Tailândia: Recebeu cerca de 40.000 fuzis M1 do governo dos EUA antes de 1965. (designado "ปลยบ.88" (fuzil autocarregável tipo 88))[21]
- Reino Unido: Recebeu 38.000 via Lend-Lease[52]
- Uruguai[65]
- Venezuela: Recebeu 55.670 fuzis M1 do governo dos EUA antes de 1975.[21]
- Vietnã do Norte e  Vietname: (Em grande parte capturados e/ou herdados do extinto Exército da República do Vietnã) Alguns usados pelo Viet Cong e pelo Viet Minh, retirados das forças/arsenais americanos, franceses e sul-vietnamitas,[66] com alguns modificados para torná-los compactos.
- Vietnã do Sul: Recebeu 220.300 fuzis M1 e 520 M1C/M1D do governo dos EUA entre 1950 e 1975.[21]

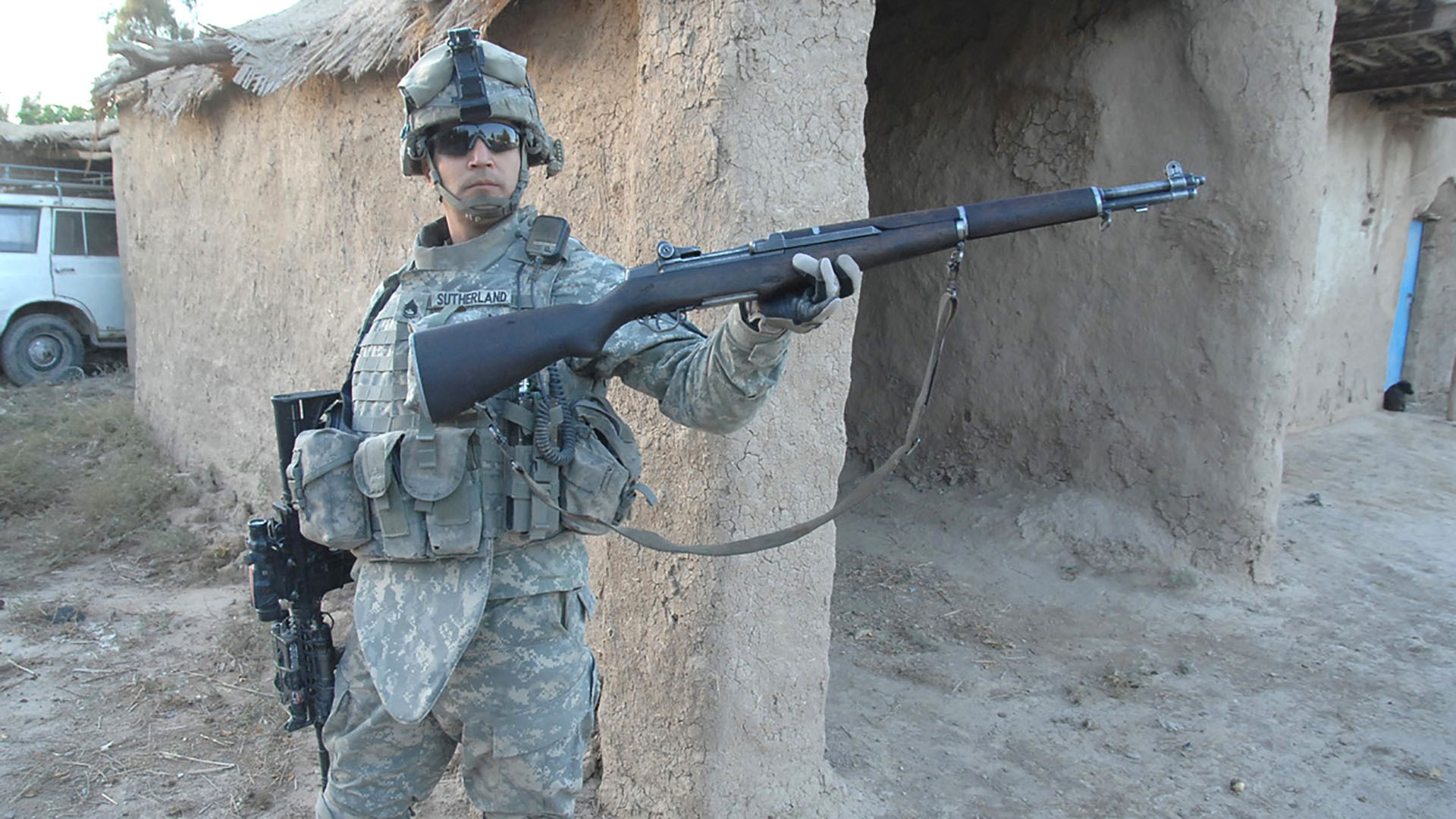
Um soldado de infantaria dos EUA segurando um M1 capturado no Iraque, 2007

### Operadores não estatais
- Insurgência iraquiana[67]
- Frente Moro de Libertação Nacional[21]
- Novo Exército Popular[68][69]
- Exército Republicano Irlandês Provisório[70][71]